# Хонъами Коэцу
Хонъами Коэцу (яп. 本阿弥 光悦, 1558, Киото — 27 февраля 1637, Киото) — японский художник, каллиграф и керамист. Принято считать, что его творчество стало основополагающим в создании школы живописи Римпа.

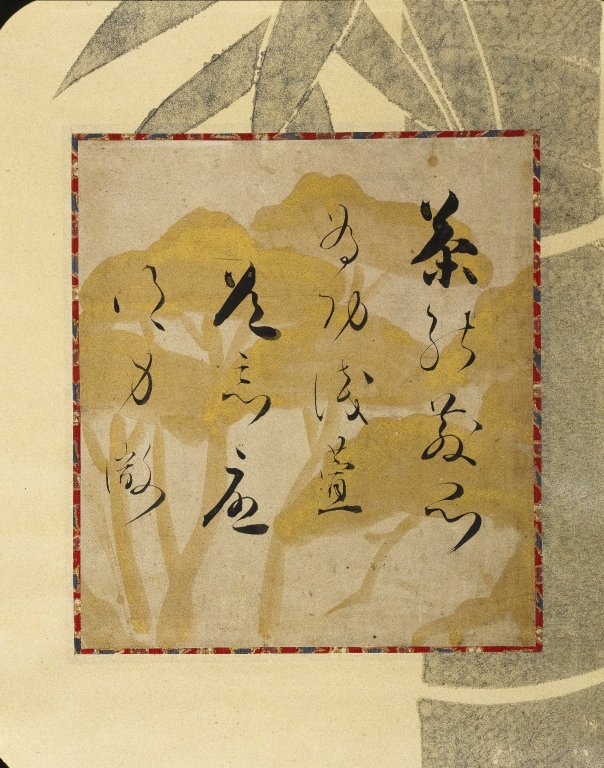
Каллиграфия. 1600—1637. Бруклинский музей.

Роберт Хьюз писал, что в Японии Коэцу является таким же знаменитым, как Бенвенуто Челлини на Западе.

## Биография
Коэцу родился в семье полировщиков мечей, которые служили высшему эшелону самурайского сословия, к примеру, военачальникам периода Сэнгоку (1467—1603), как Токугава Иэясу и Ода Нобунага. Первоначально он работал вместе с отцом, но с 1604 года оформлял книги со стихами и живописные свитки, которые принесли ему славу.
На протяжении многих поколений члены семьи Коэцу были последователями буддийской школы Нитирэн-сю. Дед Хонъами Коэцу, Хонъами Хонко (Киёнобу) стал преданным последователем монаха нитирэн-сю Ниссина, а также служил у Асикаги Ёсимасы художественным консультантом — добосю . После этого семья Хонъами стала покровительствовать храму, основанному Ниссином, — Хомпо-дзи в Киото.
Отец Коэцу, Хонъами Кодзи (умер в 1605), был мастером-оружейником у влиятельного рода Маэда. Коэцу консультировал семью как относительно мечей, а также по картинам и другим предметам искусства. Благодаря связям с родом Маэда Коэцу имел возможность встречаться со многими членами художественного сообщества, в том числе с мастером чайной церемонии Кобори Энсю.
Коэцу также имел близкие отношения с семьей Кандзэ, актёров драматического театра Но, которые жили неподалеку от дома его семьи в северной части Киото. Возможно, Коэцу сам принимал участие в нескольких постановках Но и разработал ряд либретто.

### Творчество

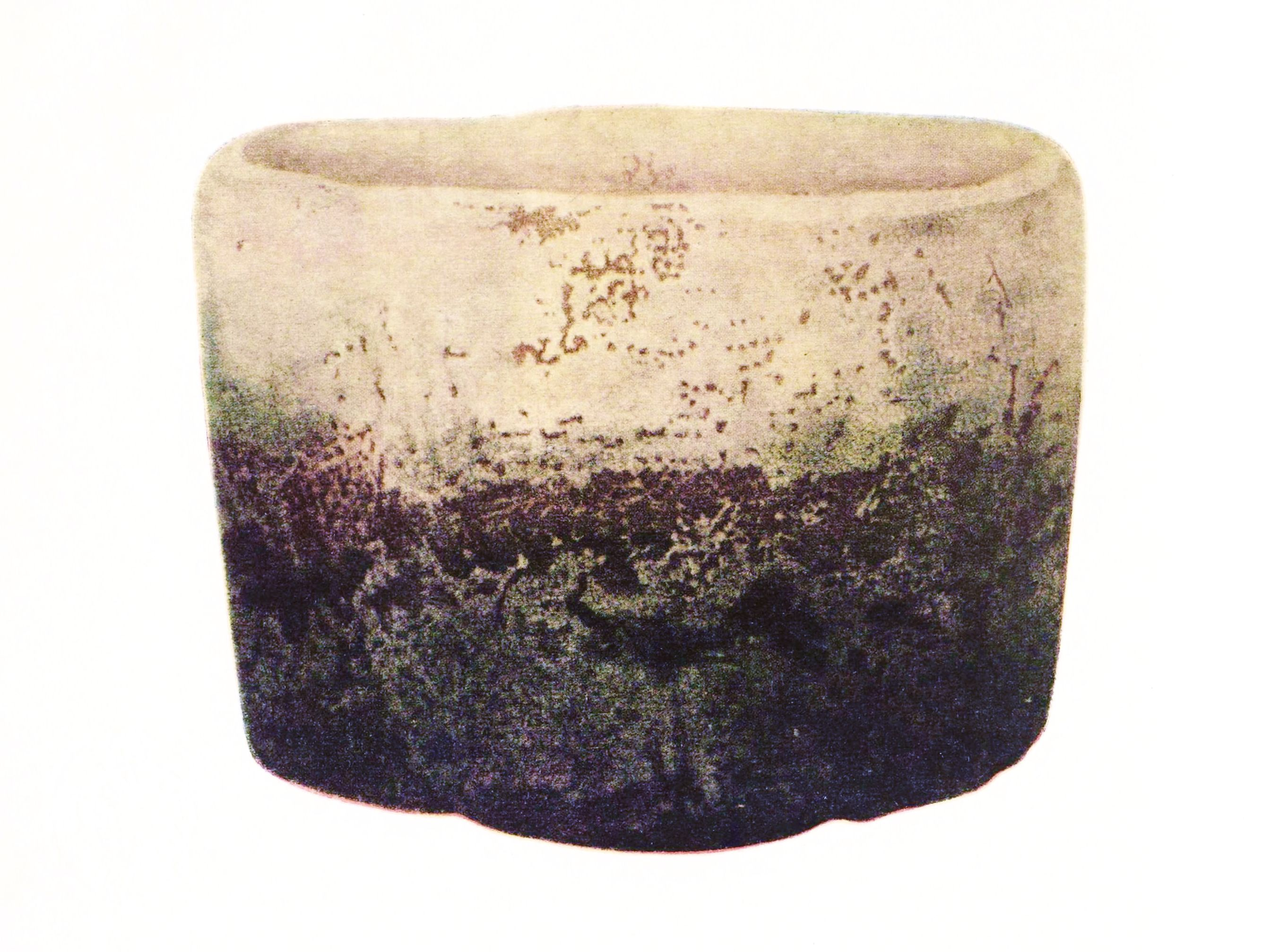
Фудзисан. XVII век

Хотя Хонъами учился ремеслу полировщика мечей, он занимался керамикой и художественными лаками ввиду интереса к чайной церемонии. Несколькими десятилетиями ранее чайная церемония подверглась радикальным реформам Сэн-но Рикю.
Учился у великого мастера чайной церемонии Фуруты Орибэ и сделал несколько выдающихся работ в керамике раку, в частности, всемирно известную чашу «Фудзисан», которая признана национальным достоянием. Он был одним из лучших каллиграфов своего поколения и вдохновлялся, как и многие другие великие каллиграфы Японии, придворными сочинениями периода Хэйан. Искусству каллиграфии он учился у принца Сонтё, который, возможно, научил его стилю знаменитого китайского каллиграфа Ван Сичжи. Коэцу создал множество разных работ, все в плавном курсивном стиле, напоминающим классические традиции. Вместе с Коноэ Нобутадой и Сёкадо Сёдзё Хонъами Коэцу стал известен как один из Трёх великих кистей эпохи Канъэй (1624—1644).

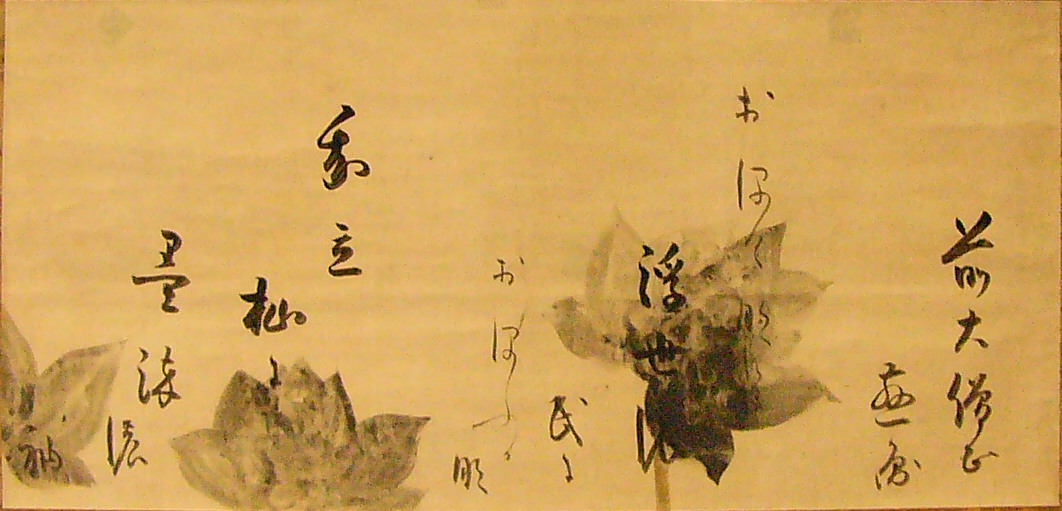
Каллиграфия на бумаге с лотосом. Токийский Национальный Музей

Несмотря на то, что Коэцу создал много работ в классическом стиле, он также разработал собственный стиль каллиграфии и научил ему многих учеников. Для этого стиля характерна иная трактовка начала и конца текста: они определяются размером иероглифов и толщиной линий, а не расположением на листе.
Ещё одной областью, в которой работал Хонъами Коэцу, был дизайн лаковых изделий. Хотя ранние приписываемые ему работы довольно традиционны, к концу XVI века он начал использовать ряд новаторских приемов. Он специализировался на технике с использованием олова, свинца и других металлов, а также золота и перламутра.
В творчестве Хонъами Коэцу совмещается эстетика ваби-саби, для которой характерно находить красоту в простых и естественных вещах и явлениях, с цветовой традиции эпохи Хэйан, что выражается в использовании ярких красок в создании произведений.

### Сотрудничество с другими художниками

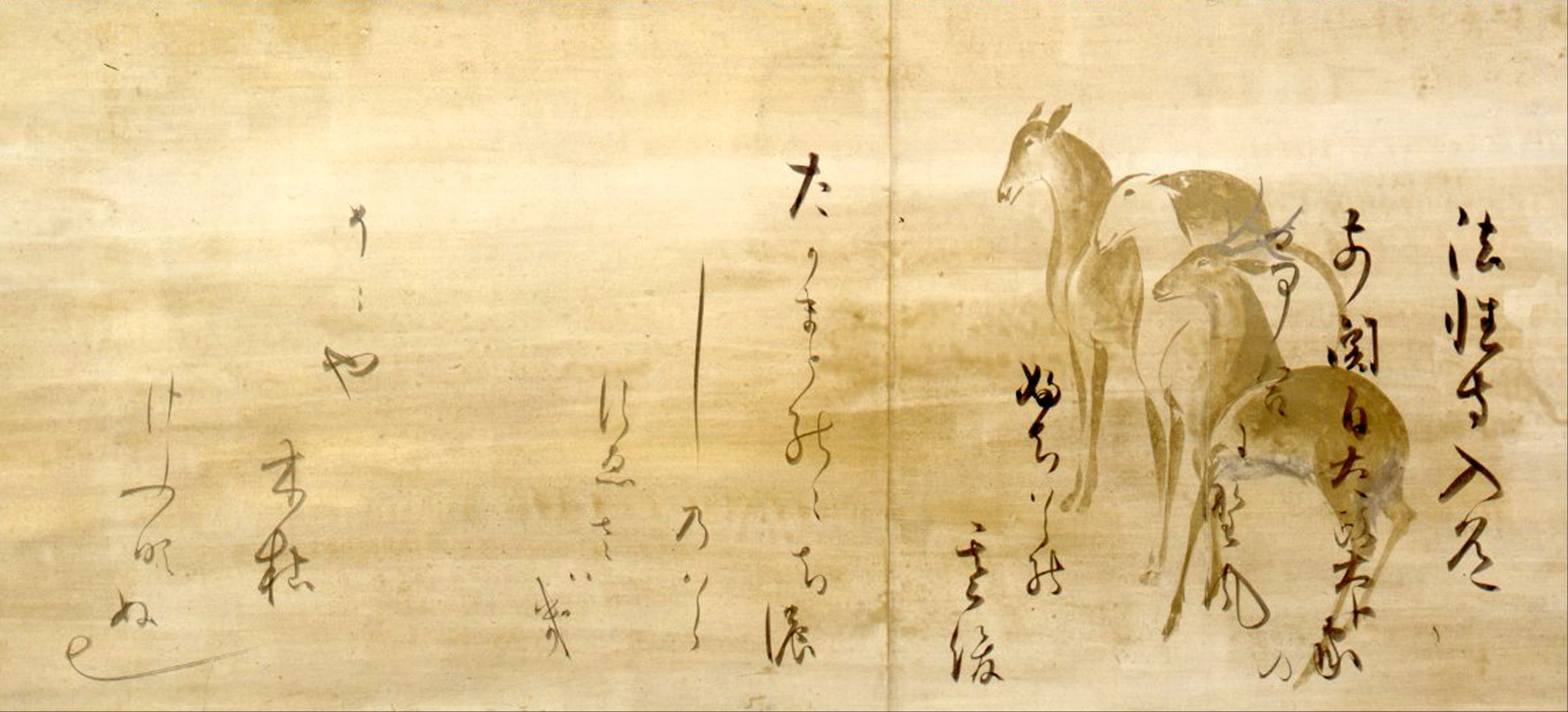
Каллиграфия на бумаге с оленями. Музей МОА, Атами, Япония.

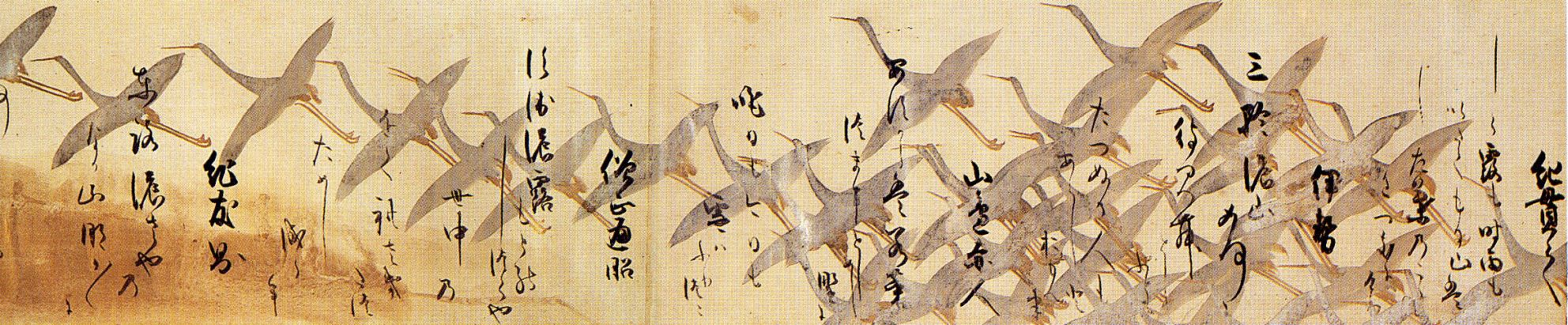
Коэцу и Сотацу. Антология с журавлями. Национальный музей Киото.

Хонъами поддерживал тесные отношения с художником Таварая Сотацу, который, как предполагается, украшал рисунками многие его каллиграфические работы. Они тесно сотрудничали на протяжении примерно пятнадцати лет после начала XVII века.
Совместная работа Сотацу и Коэцу привела к новой интерпретации поэтических образов предыдущих периодов. Живописные произведения Сотацу, которые становились фоном для каллиграфии Коэцу, представляли зрителю естественную красоту окружающего мира, что сочеталось с яркой динамикой и эмоциональностью каллиграфического стиля Коэцу.

### Сообщество художников
В 1615 году Хонъами основал сообщество художников на северо-западе Киото в месте под названием Такагаминэ, которое предоставил ему Токугава Иэясу. В этом месте Хонъами Коэцу развивал свой уникальный стиль живописи, который впоследствии трансформировался в школу Римпа.
Это место также использовалось для молитвенных собраний и медитаций. В конце жизни Коэцу его посетили в этом месте многие важные деятели, в том числе историк Хаяси Радзан. После смерти Коэцу в 1637 году сообщество было расформировано, а земля была возвращена сёгунату внуком Хонъами Коэцу, Хонъами Кохо.

### Список литературы
- Стенли-Бейкер Дж. Искусство Японии / пер. с англ. А. В. Гусевой. — М.: Слово, 2002.
- Kodansha Encyclopedia of Japan, vol. 3, entry for Hon’ami Koetsu, by Patricia Fister.
- Rosenfield, John M. (1999). Extraordinary Persons: Works by Eccentric, Nonconformist Japanese Artists of the Early Modern Era (1580—1868) in the Collection of Kimiko and John Powers. Cambridge, Massachusetts: Harvard Art Museums.
- Fisher, Felice (2000). The Arts of Hon’ami Koetsu, Japanese Renaissance Master. Philadelphia Museum of Art.
- Bridge of Dreams: the Mary Griggs Burke Collection of Japanese Art. A catalog from The Metropolitan Museum of Art Libraries
- Biography of Hon’ami Koetsu
- Tomoko Emura. Rinpa Artists and the Samurai Class // Bulletin of the Detroit Institute of Arts, 2014, No.1/4. Pp.70-85.